# Anthony Jullien
Pour les articles homonymes, voir Jullien.
Anthony Jullien (né le 5 mars 1998 à Givors) est un coureur cycliste français.

## Biographie
D'abord footballeur, Anthony Jullien commence le cyclisme à l'UCA Pélussin,.
Il passe professionnel en 2021 au sein de l'équipe World Tour AG2R Citroën.

## Palmarès
- 2014
  - 2e du championnat de France sur route cadets
- 2017
  - 2e étape du Tour de la CABA (contre-la-montre par équipes)
  - 3e étape de l'Estivale bretonne[4]
- 2018
  - 1re étape du Tour de Côte-d'Or[5]
  - 2e du Tour de Côte-d'Or[6]
- 2019
  - Classement général de La SportBreizh[7],[8]
  - 2e du championnat de France sur route espoirs[9]
  - 2e du Trofeo Gianfranco Bianchin
- 2020
  - Critérium d’Eckwersheim
  - 2e du Circuit des Quatre Cantons
  - 2e du Grand Prix du Faucigny

## Classements mondiaux
| Année                                 | 2018  | 2019  | 2020  | 2021  |
| ------------------------------------- | ----- | ----- | ----- | ----- |
| Classement mondial                    | 2226e | 1015e | 1310e | 1534e |
| UCI Europe Tour                       | 1497e | 730e  | 1002e | 1077e |
|                                       |       |       |       |       |
| Légende : nc = non classéSource : UCI |       |       |       |       |